# Gastrochilus raraensis
Gastrochilus raraensis là một loài thực vật có hoa trong họ Lan. Loài này được Fukuy. mô tả khoa học đầu tiên năm 1934.